# Chaná
Chaná su jedni od domorodačkih plemena Urugvaja, polunomadskog načina života.
Nakon dolaska Europljana i dolaska goveda, počeli su koristiti kožu za odijevanje.
Njihovo ime se nalazi u poznatoj lokalnoj marki kave "Café El Chana". Jedna ulica u Montevideu (Cordon) nosi ime "Chaná".